# Indochine (film)
Indochine is een Franse film uit 1992.

## Verhaal
De film is een liefdesdramaverhaal dat zich in Frans-Indochina afspeelt tegen de achtergrond van de Vietnamese onafhankelijkheidsstrijd, van de Yên Báimuiterij in 1927 tot aan de onafhankelijkheid van Vietnam in 1957.

## Rolverdeling
| Acteur              | Personage     |
| ------------------- | ------------- |
| Catherine Deneuve   | Éliane        |
| Linh Dan Pham       | Camille       |
| Vincent Perez       | Jean-Baptiste |
| Jean Yanne          | Guy           |
| Dominique Blanc     | Yvette        |
| Henri Marteau       | Émile         |
| Carlo Brandt        | Castellani    |
| Gerard Lartigau     | de admiraal   |
| Hubert Saint-Macary | Raymond       |
| Andrzej Seweryn     | Hébrard       |

## Prijzen en onderscheidingen
Indochine werd bekroond met een Oscar en een Golden Globe, beide voor de beste niet-Engelstalige film.